# Tulsa World
The Tulsa World (с англ. — «Мир Тулсы») — американская ежедневная газета. Она обслуживает город Талса, штат Оклахома, и является основной газетой для северо-восточной и восточной частей Оклахомы. На момент июля 2022 печатное издание является самой большой по тиражу ежедневной газетой в штате.
Она была основана в 1905 году и на протяжении почти 100 лет принадлежала семье Лортон до февраля 2013 года, когда она была продана BH Media Group, подразделению компании Berkshire Hathaway, контролируемой Уорреном Баффетом. Позже в 2020 вместе с покупкой BH Media Group стала частью Lee Enterprises. Газета работала совместно с Tulsa Tribune с 1941 по 1992 год.

## История
Республиканский активист Джеймс Ф. Маккой и журналист из Канзаса Дж. Р. Брэди опубликовали первый выпуск Tulsa World 14 сентября 1905 года. В то время, когда Брэди основал Tulsa World, он также издавал еженедельную газету Indian Republican, которую до этого редактировал мошенник по имени Майрон Бойл.
Брэди был достаточно успешен в создании Tulsa World, что привлекло владельца шахты из Миссури Джорджа Бейна и его зятя Чарльза Дента, которые купили и управляли газетой в течение следующих пяти лет. В 1911 году Юджин Лортон, который только что продал свою долю в газете из Уолла-Уолла, штат Вашингтон, и переехал в Талсу, купил долю в Tulsa World, став ее редактором, а затем, при финансовой поддержке Гарри Форда Синклера, единственным владельцем и издателем в 1917 году. Начиная с 1915 года, Tulsa World вела редакционную битву, отстаивая предложение о строительстве водохранилища на ручье Спавино и прокладке воды на расстояние 55 миль до Талсы. Чарльз Пейдж был среди тех, кто выступал против плана Спавино. В своей собственной газете он отстаивал план продажи воды из водопроводной системы Шелл-Крик, которой владел Пейдж. Газета Пейджа, Morning News, закрылась в 1919 году после того, как жители Талсы одобрили выпуск облигаций для прокладки воды из Спавино. Он продал сопутствующую газету Tulsa Democrat Ричарду Ллойду Джонсу, который переименовал ее в Tulsa Tribune.
В 1920-х годах Tulsa World была известна своей оппозицией Ку-клукс-клану, которая приобрела местную известность после расовых беспорядков в Талсе весной 1921 года. Лортон активно участвовал в политике Республиканской партии, пока не потерпел поражение от Уильяма Пайна на праймериз в Сенат США в 1924 году. Пайнвпоследствии победил на всеобщих выборах, стал сенатором от Оклахомы. Затем Лортон поддержал демократа Альфреда Смита на президентских выборах 1928 года, а также стал одним из первых известных оклахомцев, поддержавших Франклина Рузвельта в президентской гонке 1932. Лортон также поддержал его кандидатуру и на следующих выборах 1936 года, однако отказался поддержать третий срок Рузвельта в 1940 году. После этого он вернулся к республиканцам и оставался их сторонником до конца своей жизни.
В июне 1941 года Tulsa Tribune и Tulsa World заключили соглашение о совместной деятельности. Юджин Лортон умер в 1949 году, оставив большую часть акций газеты своей жене Мод и меньшие доли четырем дочерям и 20 сотрудникам. Предполагаемый преемник Юджина, Роберт Лортон, умер до этого в возрасте 24 лет в 1939 году. В 1950-х годах Мод Лортон передала четверть компании адвокату Байрону Буну, который стал издателем в 1959 году. После своей смерти она оставила оставшуюся часть своих акций своему внуку Роберту. В 1964 году Роберт Лортон стал директором News Publishing Corporation, которая курировала нередакционную деятельность Tulsa Tribune и Tulsa World. В 1968 году он стал президентом Tulsa World и издателем после смерти Буна в 1988 году. Tulsa Tribune прекратила свою деятельность в 1992 году, и Tulsa World приобрела ее активы. Роберт Лортон выкупил находящиеся в обращении акции World и снова сделал газету полностью семейной. В мае 2005 года он передал титул издателя своему сыну Роберту Э. Лортону III. В том же году в World Publishing Company работало 700 человек, и она была признана одним из крупнейших работодателей Оклахомы.
В феврале 2013 года газета объявила о продаже BH Media Group компании Berkshire Hathaway, контролируемой Уорреном Баффетом. В 2015 году BH Media купила шесть еженедельных газет и ежедневную газету Tulsa Business & Legal News у Community Publishers Inc.
20 апреля 2015 года четыре журналиста Tulsa World, включая двух номинированных на Пулитцеровскую премию, внезапно уволились, чтобы занять должности в The Frontier, новом онлайн-издании, запущенном бывшим издателем World Бобби Лортоном.
В 2016 году издание The World объявило, что не поддержит ни одного кандидата на выборах 2016 года, заявив, что американскому народу был представлен «наименее приемлемый список кандидатов на пост президента в наше время». Газета сохранила свою лояльность Республиканской партии после смерти Юджина Лортона; она поддерживала кандидатов от Республиканской партии на каждых выборах с 1940 года.